# Govindes

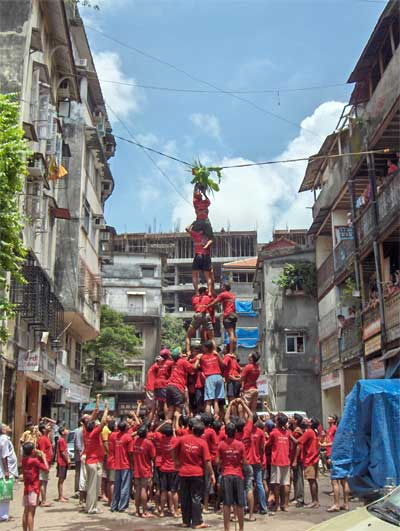
Un Govinda Pathak ha format una torre humana de 5 pisos per trencar el Dahi Handi.

Els govindes són les torres humanes que s'alcen segons la tradició hinduista durant el festival religiós hindú Janmaashtami, que cau en un dia entre mitjans d'agost i mitjans de setembre del calendari gregorià, per celebrar el naixement de Krixna, també anomenat Govinda. L'any 2010 va ser el 27 de setembre. Aquest festival és més conegut popularment a Bombai i Pune (Maharashtra, Índia) com a Dahi Handi, si bé actualment es tendeix a considerar-lo un esport local amb el nom de govinda. També s'anomenen govindes els nois que participen en la construcció de les torres, agrupats en colles que s'anomenen genèricament Govinda Pathak.

## El festival

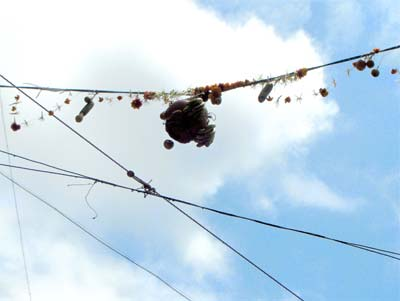
Un handi penjat al mig d'un carrer.

El handi és un pot de terrissa ple de mantega de llet que hom ha penjat a una gran alçada al mig del carrer abans de l'esdeveniment. El noi que puja dalt de tot de la piràmide humana prova de trencar el handi colpejant-lo amb algun objecte contundent, i, quan ho aconsegueix, la mantega (i els fragments del pot) es vessa damunt de tota la colla, cosa que simbolitza l'èxit aconseguit mitjançant la unió de tots. Hom ha penjat diversos handis escampats per la ciutat, i diversos grups de joves, anomenats Govinda Pathaks, es desplacen d'una banda a l'altra en camions provant de trencar tants handis com poden durant el dia del festival.
Molts Govinda Pathaks competeixen entre ells, especialment pels handis que estan dotats amb una recompensa important. Aquest esdeveniment, darrerament, ha cridat l'atenció dels polítics, i no és estrany que els partits polítics, i també persones influents, ofereixin premis de centenars de milers de rupies. A Bombai s'hi apleguen 700 colles o Govinda Pathaks competint per més de 4.000 handis.
Alguns dels festivals Handis més famosos són els que es fan a Dadar, Mazgaon, Lalbaug, al barri de Thane (Bombai) i als barris de Babu Genu i Mandai (Pune).

## Història
L'esport conegut per govinda té l'origen al poble de Girgaum, al sud de Bombai, durant el segle xviii, com una cerimònia religiosa per celebrar el naixement de Krixna, que es transforma en Govinda. La comunitat Pathare Prabhu, instal·lada a Girgaum, era força poderosa i tenia molta gent treballant a les seves granges. La majoria eren de la comunitat Kunbi, procedent del poble de Bankot, a la regió de Konkan (estat de Maharashtra). Pel naixement de Krixna, un pot de terrissa amb mató o mantega i altres aliments, preferentment bananes, anomenat Handi, es deixava penjat a gran alçada. Els servents de les famílies Pathare Prabhu havien de fer una piràmide humana sota el pot perquè un noi, segurament el nen més petit de la família, escalés fins a dalt, arribés al pot i el trenqués.
Normalment, cada família de la comunitat Pathare Prabhus posseïa una finca molt extensa, que anomenaven wadi. La gent que participava en la festa feia una processó per dins i al voltant del seu propi wadi, i acabaven a la porta principal de la mansió. Sovint s'ajuntaven dues o més famílies riques amb la suma de tots els seus servents per a la celebració. Totes les dones de la família, junt a les dones servents, s'aplegaven a l'entrada per rebre la processó, també anomenada govinda. En aquestes processons hi solia participar un carro arrossegat per cavalls o bé per vedells, carregat amb representacions de la vida del déu Krixna i amb l'animació d'un grup de tocadors de lezim i de timbalers. Quan la processó arribava a l'entrada de la mansió, tots els participants s'agrupaven sota el handi i formaven cercles per construir la base de la piràmide. El fill petit dels amos, que representava el déu Krishna, baixava de la carrossa i grimpava per la piràmide fins al pot, i el trencava. Mentrestant, les dones es dedicaven a llençar aigua contra la torre humana per tal de dificultar l'operació, en commemoració de l'episodi de la vida del déu en què les dones van intentar que no els prengués la llet i ell va tenir la idea de fer la torre humana amb els seus amics (els govindes).
Tots els homes de la comunitat Pathare Prabhu es barrejaven amb els servents en una pinya en igualtat de condicions per construir la torre humana, on eren tots iguals: ningú era amo ni senyor, sinó fidels del déu Krixna. Tots els participants experimentaven una sensació d'igualtat. Calien moltes qualitats per completar la piràmide exitosament: sentit de la responsabilitat, treball en equip, sentiment d'igualtat i afany de superació. A títol individual, calien altres qualitats: confiança, rauxa, paciència, capacitat per suportar el dolor i el cansament, respecte pels altres companys.
Això va durar sense variacions fins a la dècada de 1950. En aquesta època, Girgaum ja havia esdevingut part del gran Bombai, les antigues finques s'havien venut i havien estat edificades. Només restaven carrers estrets que, tanmateix, han heretat el nom de wadis. També s'ha extingit la comunitat Pathare Prabhu, que ja no recorda ningú. Actualment, la processó dels govindes ha canviat substancialment. La participació és oberta a tothom que ho desitja. A més, molts dels antics habitants de la zona i els seus descendents s'han escampat per altres districtes de la ciutat, on han portat el costum dels govindes, així com a poblacions veïnes, com Thane, i fins i tot al seu lloc d'origen, Bankot, a Konkan. Els carros amb les representacions de la vida de Krixna s'han perdut, i ja només es mantenen els grups de govindes, que ara es traslladen dalt d'un camió, acompanyats per alguns nois que els segueixen en les seves motos. Al camió hi porten també aigua i aliments.
Aquesta tradició, ja considerada com un esport, ha assolit molta anomenada quan ha estat descoberta pels mitjans de comunicació. Tot seguit, ha cridat l'atenció dels polítics, que ho consideren un esport que cal tenir en consideració.

## Tècnica tradicional

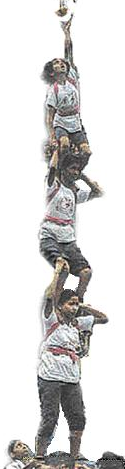
La part de dalt d'un govinda format exclusivament per noies, en el moment d'intentar trencar el handi.

Aquest esport té quatre paràmetres a considerar: l'altura a la qual es troba penjat el handi, l'amplitud de l'espai disponible sota el handi, el nombre de persones que hi participen i el nombre de pisos que calen per arribar a trencar el handi. Centrar la torre exactament sota el handi és fonamental per sortir-se'n, ja que massa sovint passa que un petit error fa que el noi que corona la torre queda una mica separat del handi i això suposa el fracàs de tota la construcció. Coincidint amb una gran afluència de practicants nous, més que veterans, s'ha introduït una variant en l'execució del govinda que consisteix a saludar (Salaam) un cop s'ha coronat la torre, en comptes de trencar el handi, de manera que ara conviuen dos estils de govindes, amb handi i sense handi. Originalment, el govinda tenia una estructura perfecta de piràmide amb els pisos que s'anaven reduint a mesura que anaven guanyant alçada. Això requeria un nombre molt gran de participants, la torre resultava molt sòlida, però també molt pesant.
Modernament, també s'ha introduït la participació de la dona, si bé en forma d'equips exclusivament femenins.

## La influència catalana

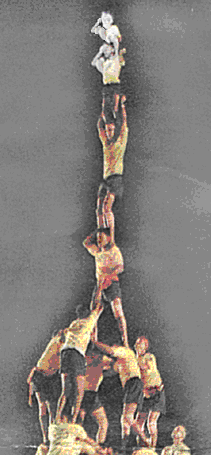
La part de dalt d'un govinda en què els quatre nois saluden i no hi ha cap handi per trencar, en una actuació nocturna a Chembur.

Darrerament, no hi ha tants nois disponibles i les piràmides tendeixen a fer-se més lleugeres. Només es construeix el cercle de la base i els nois ha de pujar els uns damunt els altres fins al pis més alt. En el govinda convencional, un sol noi ha de pujar al cap d'amunt i trencar el pot. Quan els castellers catalans van visitar Bombai (i alguns govindes Catalunya, uns mesos després), els govindes van introduir algunes millores tècniques que havien après amb l'intercanvi i que els permeteren incrementar el nombre de pisos de les seves torres per tal d'arribar a un handi penjat a més altura, emprant un menor nombre de nois.
És possible introduir moltes innovacions d'enginyeria d'estructures per fer que aquest esport sigui més interessant i espectacular, segons l'opinió d'un enginyer local. El mateix expert afegeig que si es disposen els nois de tres en tres a l'estructura, en comptes de pujar simplement un sobre l'altre, s'incrementa moltíssim l'estabilitat de la piràmide. Amb aquesta innovació, els govindes poden assolir ara alçades insospitades. Tres pisos de tres persones cada un suposen fàcilment un increment de 4,5 metres més d'alçada.
Els Govindes Dahi Handi Samanvay Samiti de Mumbai van participar en la II Diada Internacional del XXVII Concurs de castells de Tarragona, el 6 d'octubre de 2018.

## Condicions físiques
En opinió dels experts, no cal fer cap entrenament especial per aixecar els govindes. Sí que hi ha diversos esports locals indis (kho-kho, atyapatya, kabaddi), que proporcionen una agilitat molt recomanable, en opinió dels esportistes experimentats. El practicant ideal seria un noi fort, musculat i alt. Els més corpulents o fins i tot grassos poden fer un bon paper a la base del govinda. L'alçada mitja recomanable és d'1,70 metres per als components de la base, i per damunt d'aquesta talla per als integrants dels pisos superiors. Com que l'objectiu principal del govinda és assolir la major altitud possible (a diferència del castell català, on només compten el nombre de pisos, i no l'alçada final), és preferible que els nois siguin molt alts.
S'ha pogut observar que, a causa de la manca d'una dieta adient, molts nois cauen en el consum d'alcohol per obtenir un suplement energètic que els manca per practicar aquest esport. Sovint són els organitzadors de l'esdeveniment els que encoratgen aquesta pràctica nefasta per a la salud i la vida dels joves.
Sovint es produeixen accidents greus, en bona part deguts a la manca d'una tècnica gaire depurada, i hi ha veus que s'alcen demanant que es prenguin algunes mesures de seguretat.

## Economia

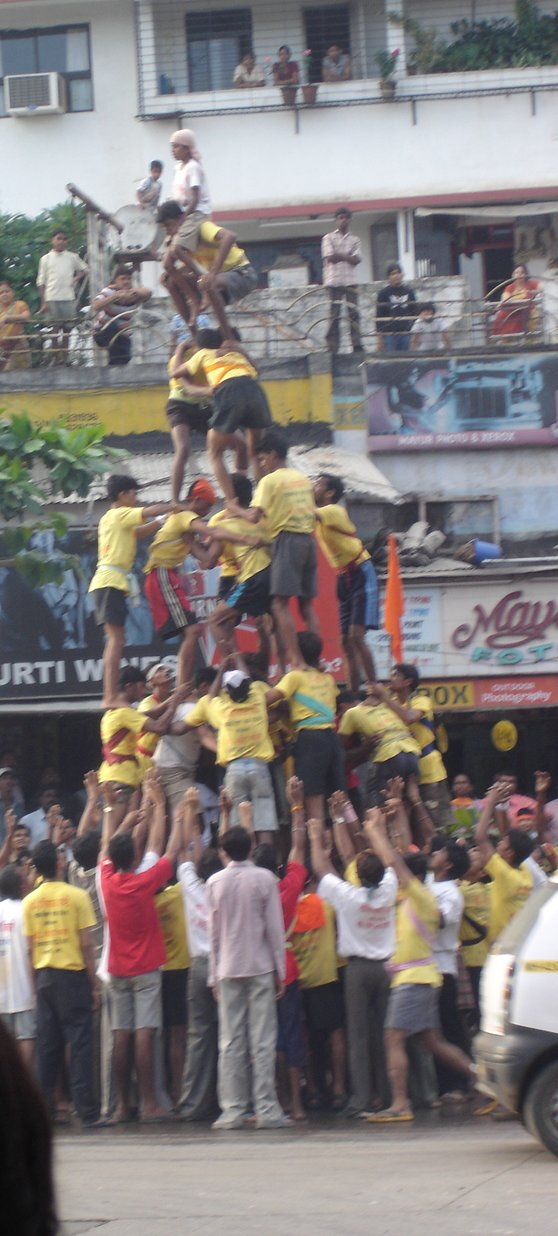
Un altre grup de govindes a Thane, fent una piràmide de 6 pisos.

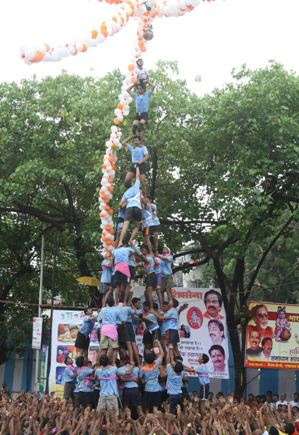
Govindes fent una piràmide de 8 pisos.

D'ençà que el govinda ha esdevingut un esport reconegut, ha tendit a professionalitzar-se, si més no per a alguns dels seus practicants. El finançament que rep aquesta activitat implica que, tres mesos abans de la diada del naixement de Krishna, cal començar els assaigs. Assagen un mínim de tres hores diàries. En aquesta època, necessiten una dieta consistent i reforçada amb carbohidrats i proteïnes (es calcula que cada govinda consumeix unes 3000 o més calories durant la temporada d'assaigs). Actualment, no es pot garantir una dieta prou substanciosa per a aquesta gent i, en conseqüència, alguns ho han de deixar.
Un dietista ha proposat que cal donar a cada govinda un suplement alimentari consistent en tres chapatis, una truita de tres ous i un got de llet amb sucre o bé de suc de fruites. Amb els preus actuals, a Bombai, això pot costar unes 40 rupies per àpat. Per fer un grup es necessiten un mínim de 50 nois. Això dona un pressupost de 2.000 rupies al dia per alimentar tot el grup, és a dir que tota la temporada d'un equip pot suposar una despesa mínima d'1.800.000 rupies.
Durant el dia del festival, els diversos equips han de recórrer grans distàncies per arribar als diversos handis a diverses localitats. Això requereix un mitjà de transport. El cost del transport puja a unes 5.000 rupies. En total, i sense considerar cap altra despesa, com ara remuneració dels membres del grup, tot i que la majoria ho fan sense cobrar res, es pot considerar que cada grup de dimensions mitjanes va costar almenys 1.850.000 rupies per la campanya de l'any 2009. Pels equips més grans, aquest pressupost pot arribar a duplicar-se.
Actualment, no hi ha cap organitzador de Govinda que pugui finançar aquest pressupost, i això fa que, si es volgués plantejar una competició esportiva contra altres nacions, com ara els castellers catalans, els indis no ho podrien suportar. S'ha observat que un equip mitjà no pot assolir més de tres handis amb èxit. La formació d'una piràmide requereix almenys 15 minuts, i els preparatius uns altres 15 minuts o més. També es pot arribar a perdre una hora més fins que es posen a la feina. L'única compensació que en poden treure és el premi que comporta assolir el handi. Altres possibles opcions vindrien per la cobertura televisiva.
Els organitzadors recapten diners d'empreses industrials, comercials i de serveis, i també de partits polítics, a canvi de fer aparèixer la publicitat d'aquests patrocinadors sobre el handi mateix i al voltant de la plaça. De moment, encara no es perceben ingressos per drets d'emissió per televisió.

## Explotació dels participants
La majoria de participants en aquest esport pertanyen a les classes més desafavorides de la societat índia, pobres i sense educació, i, tanmateix, hi participen no per diners, sinó per demostrar el seu valor. Alguns organitzadors dels govindes, sovint vinculats a un o altre partit polític, s'aprofiten d'aquesta situació i enganyen els nois escatimant-los l'alimentació i qualsevol mena de remuneració.

## Perspectives de futur
Aquesta situació podria canviar si aquest esport fos propugnat com a esport olímpic per les autoritats índies. De fet, ja hi ha dos estats que podrien portar aquest esport al nivell internacional, que serien l'Índia i Espanya (amb els castellers catalans), i existeixen altres estats amb tradició de formacions acrobàtiques, que s'hi podrien afegir, com ara Rússia, Polònia, Xina i els Estats Units.
A més, aquest esport també és interessant per a l'Exèrcit i la Policia arreu del món, ja que les qualitats que calen per sortir-se'n, tant en el pla individual com en el col·lectiu són importants per a aquestes forces. Una escola superior de direcció d'empreses a Bombai ja ha introduït aquest esport en el seu pla d'estudis per les qualitats individuals i col·lectives que fomenta.